# Klaus Badelt
Klaus Badelt (Fráncfort; 12 de junio de 1967) es un compositor y productor alemán. Comenzó su carrera musical componiendo para películas y comerciales en su tierra natal.
En 1998, el compositor de cine Hans Zimmer, ganador de un Oscar, invitó a Badelt a trabajar en Media Ventures en Santa Mónica, California, su estudio de propiedad de Jay Rifkin. Desde entonces, Badelt ha estado trabajando en varios de sus propios proyectos de cine y televisión, como "The Time Machine" y "K-19: The Widowmaker". También colaboró con otros compositores de Media Ventures, como Harry Gregson-Williams, John Powell y Zimmer; y fue mentor de varios otros como Ramin Djawadi y Steve Jablonsky.
Mientras colaboraba con Zimmer, Badelt contribuyó a los puntajes nominados al Oscar para The Thin Red Line y The Prince of Egypt, y escribió música para muchos directores bien conocidos como Ridley Scott, Tony Scott, Terrence Malick, John Woo, Kathryn Bigelow, Jeffrey Katzenberg, Werner Herzog, Sean Penn, Gore Verbinski, Michael Bay y Steven Spielberg.
Badelt coescribió y coprodujo el éxito de taquilla de Hollywood "Gladiator" con la canción de "Elysium", dirigido por Ridley Scott, junto con Zimmer y la cantante / compositora Lisa Gerrard. Badelt participó en las tres películas más exitosas en 2000. Badelt también colaboró con Zimmer en otras películas exitosas, como "The Pledge", y los éxitos de taquilla de 2001, "Hannibal". y "Pearl Harbor". Una de sus partituras más famosas y populares fue para la película de 2003 "Piratas del Caribe: La maldición de la Perla Negra".
En 2004, Klaus fundó su propia compañía de música para cine, Theme Park Studios, en Santa Mónica. Desde entonces, ha marcado películas como "Constantine", "Poseidon", "Rescue Dawn" y "TMNT".
Entre las partituras más famosas de Badelt se encuentran la película de fantasía china "The Promise" y la nueva versión de DreamWorks de "The Time Machine", la última de las cuales le valió el Premio Discovery of the Year en los World Soundtrack Awards 2003. También escribió la música para las ceremonias de clausura en los Juegos Olímpicos de Pekín en 2008, y fue comisionado para escribir una ópera sobre el Primer Emperador de China, que se estrenó en 2015.
Klaus trabajó en la banda sonora de "The Promise" durante casi 6 meses. La canción que se puede escuchar en los créditos finales de la película es una antigua canción popular en China, y muy pocas personas aún pueden cantarla. Para eso, Klaus viajó casi dos semanas a China para encontrar a alguien que fuera capaz de cantar toda la canción popular para reorganizarla para la partitura.
En 2013, Klaus fundó una empresa nueva llamada Filmhub para crear un mercado B2B para creadores de contenido y servicios de transmisión digital.

## Filmografía (parcial)
- 2012
  - Astérix y Obélix al servicio de su majestad
- 2010
  - Shanghai
  - Entrecucas
  - L´arnacoeur (The Heartbrakers)
  - Solomon Kane
- 2007 
  - TMNT
  - Redline
  - Premonition
- 2006
  - Poseidón
  - Ultraviolet
  - 16 Blocks
  - Rescate al amanecer
  - Miami Vice
- 2005
  - Constantine
  - Wu-Ji The promise
- 2004 - Catwoman
- 2003 - Pirates of the Caribbean: The Curse of the Black Pearl
- 2002
  - Equilibrium
  - K-19: The Widowmaker
  - La máquina del tiempo
- 2016 - Ballerina

## Otros trabajos
- Canción He's A Pirate (Él es un pirata) para la película "Piratas del Caribe".